# Basfluit
De basfluit is een lid van de fluitenfamilie. De basfluit is net als de gewone dwarsfluit gestemd in C, maar het is een octaverend instrument en klinkt een octaaf lager dan genoteerd. Het instrument heeft een bereik van C3 tot F#6.
Vanwege de lengte van de buis (ongeveer 146 cm) heeft een basfluit, evenals sommige altfluiten, een gebogen kopstuk, anders zou deze onbespeelbaar zijn.
De basfluit wordt maar zeer spaarzaam voorgeschreven in orkestwerken. In het "standaard" symfonische repertoire ontbreekt de basfluit geheel. De basfluit wordt wel voorgeschreven in moderne symfonische composities en in kamermuziek en daarnaast veelvuldig gebruikt in fluitensembles en -orkesten.